# Naser Al-Mohamed Al-Ahmed Al-Sabah

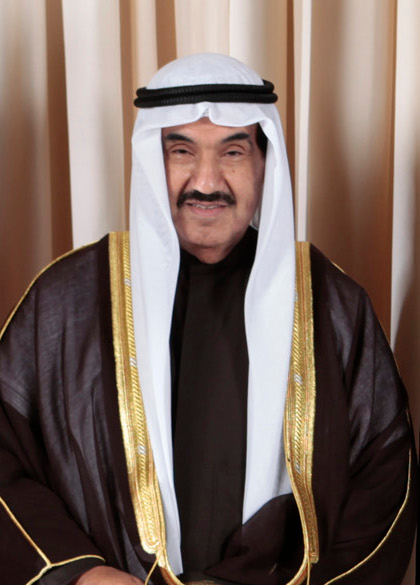

El jeque Náser Al-Mohámed Al-Áhmed Al-Sabah (nacido en 1940) fue el primer ministro del estado de Kuwait desde 2006 hasta 2011. Fue investido en el cargo el 7 de febrero de 2006 por su tío, el Emir Sabah Al-Áhmad Al-Yáber Al-Sabah, a quien sucedió en el cargo. Antes de convertirse en primer ministro, fue embajador en Irán y Afganistán. También ocupó el cargo de ministro de Información, de Asuntos Sociales y Empleo, de Relaciones Exteriores y ministro de la Corte Real. 
El emir reeligió al jeque Náser como primer ministro el 6 de marzo de 2007.

## Distinciones honoríficas

### Distinciones honoríficas extranjeras
- Caballero Gran Cruz de la Orden del Mérito Civil (Reino de España, 23/05/2008).[1]